# 巡镇
巡镇镇，是中国山西省忻州市河曲县下辖的一个乡镇级行政单位。

## 行政区划
巡镇镇共辖以下地区：
河南村、河北村、河会村、樊家沟村、狗儿洼村、黄柏村、双庙村、侯家沟村、榆皮洼村、下榆皮洼村、吕家也村、桃山村、曲峪村、阳面村、上庄村、石梯子村、赤泥也村、田巨峁村、五花城堡村、五花城村、铺路村、夏营村、大埝也村、小埝也村、杨家寨村、沙坡子村、火石梁村、小榆岭村。